# Полтавський автоагрегатний завод
ПАТ «Полтавський автоагрегатний завод» («ПААЗ») — українське машинобудівне підприємство з виробництва складної гальмівної апаратури для великовантажних автомобілів, розташоване в місті Полтава, з 1996 року входить до складу холдингової компанії ПАТ «АвтоКрАЗ».

## Історія

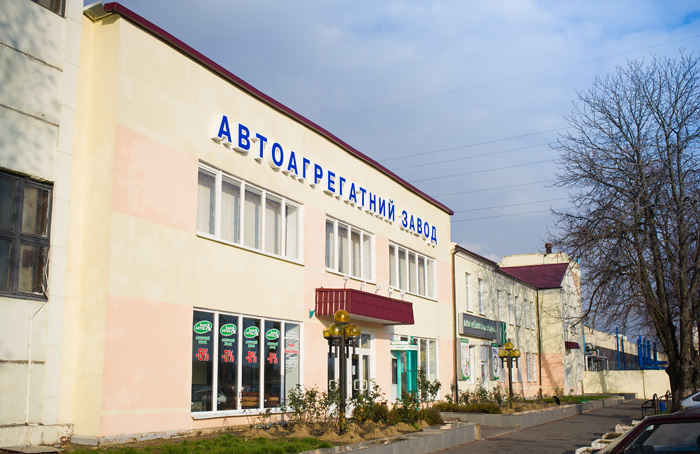
Прохідна заводу

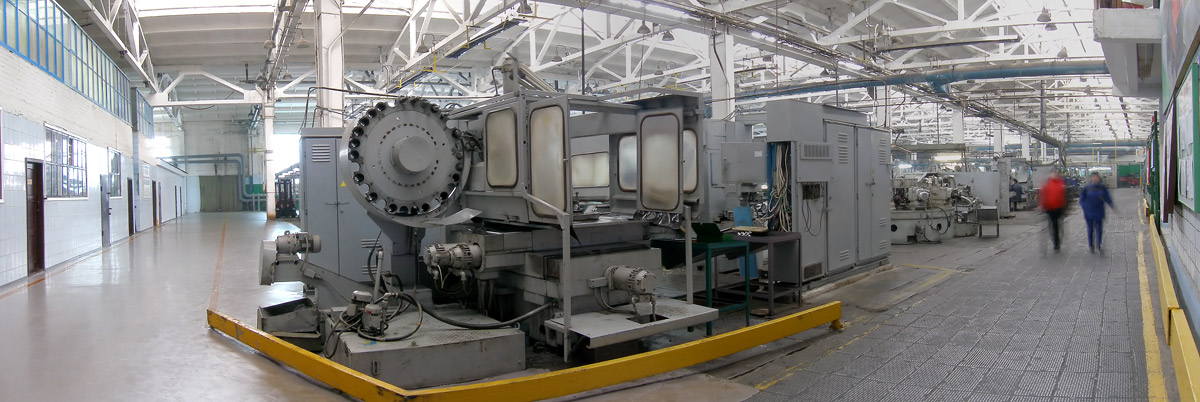
Перший механоскладальний цех

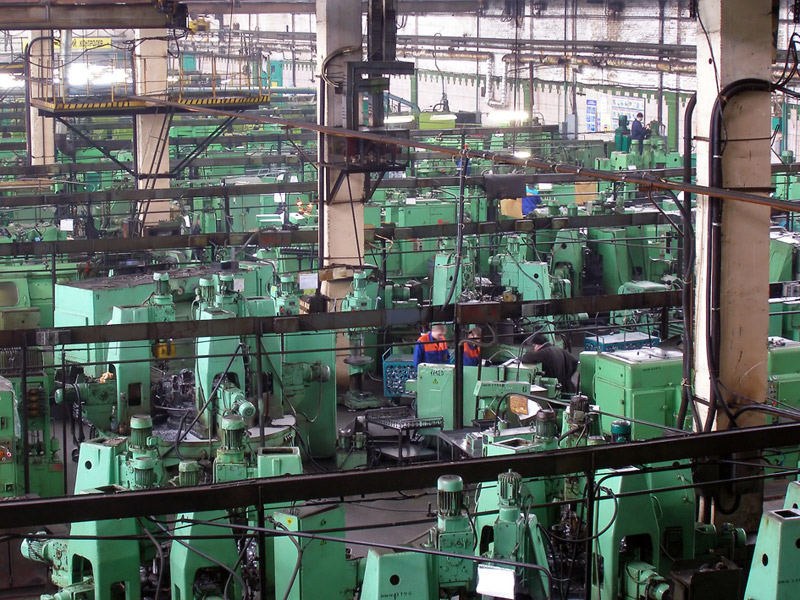
Другий механоскладальний цех

Завод заснований 1 грудня 1945 року як підприємство з ремонту сільськогосподарської техніки (мотороремонтний завод). У 1948 році моторемонтний завод був реорганізований в ремонтний. У 1950 році були побудовані моторний цех і заводоуправління і вже в 1953 році завод розпочав капітальний ремонт вантажних автомобілів ГАЗ-АА і ГАЗ-ММ. 1955 року на заводі освоєний ремонт автомобілів «Перемога».
27 квітня 1959 року завод був реорганізований в автоагрегатний, заводу було поставлено завдання освоїти масове виробництво вузлів і агрегатів гальмівної системи для великовантажних автомобілів. У короткий час було освоєно 7 найменувань пневмоапаратів та перекидаючий механізм кузова для Кразу. У 1960 році виготовлені перші вузли гальмівної апаратури і пневмопідсилювачі керма, які були поставлені автомобільним заводам. Освоївши гальмівну апаратуру, завод став першим спеціалізованим підприємством в СРСР з її виробництва. У 1964 році завод починає виробництво оприскувачів — перших товарів народного споживання, що випускаються на підприємстві.
З 1970 році завод випускає м'ясорубки. З 1976 року починається випуск продукції пневмоапаратури верстатобудування, починає роботу механоскладальний цех № 2 площею 13400 м², ливарний цех потужністю 1200 тонн литва в рік, підстанція відкритого типу з ВЛ 110/10 квт, а в 1978 році інженерно-лабораторний комплекс.
В 1994 році на базі заводу створено відкрите акціонерне товариство «ПААЗ», а в 1996 році в структурі ВАТ «ПААЗ» виділено підприємство «Автоагрегат-ПААЗ». 1996 року підприємство увійшло до складу Холдингової Компанії «АвтоКрАЗ».
З 2019 року підприємство визнано банкрутом.

## Продукція
Завод є спеціалізованим підприємством з виробництва гальмівної апаратури, призначеної для вантажних автомобілів виробництва заводів КрАЗ, КамАЗ, МАЗ, БелАЗ, причепів і напівпричепів, тракторів, автобусів, тролейбусів і спеціальної автотехніки. Завод випускає наступні види продукції:
- Пневматичну гальмівну апаратуру
- Гідравлічні автокомпоненти для вантажних автомобілів
- Товари народного споживання — м'ясорубки, кухонні комбайни, соковижималки, пельменниці
- Випробувальні стенди. Призначені для проведення вхідного контролю пневмоапаратів гальмівної системи вантажних автомобілів

## Керівництво
- Генеральний директор — Литовченко Андріан Павлович.
- Директор по економіці і фінансам — Мандриченко Світлана Іванівна.
- Комерційного директора — Гончаров Артем Григорович.
- Технічний директор — Майстренко Сергій Павлович.
- Директор з якості — Новіков Олексій Юрійович.
- Директор з виробництва — Горб Микола Дем'янович.